# Julius Chepkwony
Julius Chepkwony Rotich, né en 1988, est un athlète kényan spécialiste des courses de fond.

## Biographie
En 2014, Julius Chepkwony remporte le marathon du Nouveau Taipei en 2 h 14 min 4 s.
Le 25 octobre 2015, Chepkwony remporte le marathon de Venise en 2 h 11 min 8 s.
Le 8 mai 2016, il remporte le marathon de Genève en 2 h 11 min 11 s.

## Palmarès
| Année | Compétition                | Lieu   | Place | Épreuve  |
| ----- | -------------------------- | ------ | ----- | -------- |
| 2014  | Marathon du Nouveau Taipei | Taipei | 1er   | Marathon |
| 2015  | Marathon de Venise         | Venise | 1er   | Marathon |
| 2016  | Marathon de Genève         | Genève | 1er   | Marathon |
| 2016  | Marathon de Venise         | Venise | 1er   | Marathon |

## Records
| Épreuve       | Performance    | Date            | Lieu  |
| ------------- | -------------- | --------------- | ----- |
| Semi-marathon | 1 h 2 min 42 s | 17 octobre 2010 | Reims |
| Marathon      | 2 h 9 min 0 s  | 6 avril 2014    | Daegu |